# Hedeoma todsenii
Hedeoma todsenii là một loài thực vật có hoa trong họ Hoa môi. Loài này được R.S.Irving mô tả khoa học đầu tiên năm 1979.